# IV Spadochronowe Mistrzostwa Polski w Akrobacji Zespołowej RW-4 Zielona Góra 1995
 IV Spadochronowe Mistrzostwa Polski w Akrobacji Zespołowej RW-4 Zielona Góra 1995 – odbyły się 25–27 sierpnia 1995 na lotnisku Zielona Góra-Przylep. Gospodarzem Mistrzostw był Aeroklub Ziemi Lubuskiej, a organizatorem Aeroklub Polski i Aeroklub Ziemi Lubuskiej. Do dyspozycji skoczków był samolot An-2. Skoki wykonywano z wysokości 2 700 metrów i opóźnieniem 35 sekund.

## Rozegrane kategorie
Mistrzostwa rozegrano w jednej kategorii:
- Akrobacja zespołowa RW-4.

## Kierownictwo Mistrzostw
- Dyrektor Mistrzostw – Lech Marchelewski (Dyrektor Aeroklubu Ziemi Lubuskiej)
- Przewodnicząca Jury – Lidia Kosk
- Kierownik Sportowy – Leonard Kossiński
- Kierownik Skoków – Artur Milczewski
- Sekretarz Mistrzostw – Kazimierz Skowyra
- Obsługa VIDEO – Ryszard Olszowy
- Komisja sędziowska – Zenon Brongiel, Andrzej Dziobal, Robert Erdowski, Bolesław Gargała, Ryszard Koczorowski, Andrzej Nawracaj, Krystyna Pączkowska, Mariusz Puchała, Arkadiusz Wantoła, Tadeusz Wiatr, Ireneusz Zalewski, Jacek Szrek.

Źródło: 

## Medaliści
Medalistów IV Spadochronowych Mistrzostw Polski w Akrobacji Zespołowej RW-4 Zielona Góra 1995 podano za: Lidia Kosk: Wyniki Mistrzostw Polski w Formation Skydiving, lata 1989–2014. [dostęp 2021-02-08]. (pol.).
| Konkurencja              | Złoto           | Srebro    | Brąz         |
| Akrobacja zespołowa RW-4 | Aeroklub Polski | WKS Wawel | Aeroklub ROW |

## Wyniki
Wyniki Uczestników IV Spadochronowych Mistrzostw Polski w Akrobacji Zespołowej RW-4 Zielona Góra 1995 podano za: Jan Isielenis, Archiwum Sekcji Spadochronowej Aeroklubu Gliwickiego, 1995. Brak numerów stron w książce
W zawodach brało udział 5 zespołów  Polska.
| Klasyfikacja – Akrobacja zespołowa RW-4 | Klasyfikacja – Akrobacja zespołowa RW-4                                                                       | Klasyfikacja – Akrobacja zespołowa RW-4 | Klasyfikacja – Akrobacja zespołowa RW-4 | Klasyfikacja – Akrobacja zespołowa RW-4 | Klasyfikacja – Akrobacja zespołowa RW-4 | Klasyfikacja – Akrobacja zespołowa RW-4 | Klasyfikacja – Akrobacja zespołowa RW-4 | Klasyfikacja – Akrobacja zespołowa RW-4 |
| --------------------------------------- | --- | --------------------------------------- | --------------------------------------- | --------------------------------------- | --------------------------------------- | --------------------------------------- | --------------------------------------- | --------------------------------------- |
| Miejsce                                 | Drużyna | Kolejka                                 | Kolejka                                 | Kolejka                                 | Kolejka                                 | Kolejka                                 | Kolejka                                 | Razem                                   |
| Miejsce                                 | Drużyna | I                                       | II                                      | II                                      | IV                                      | V                                       | VI                                      | Razem                                   |
| 1                                       | Aeroklub Polski Marcin Wilk, Mariusz Bieniek, Krzysztof Filus, Marek Kostrzewa, Mirosław Wyszomirski (kamera) | 8                                       | 6                                       | 7                                       | 5                                       | 6                                       | –                                       | 32                                      |
| 2                                       | WKS Wawel | 9                                       | 5                                       | 6                                       | 6                                       | 3                                       | –                                       | 29                                      |
| 3                                       | Aeroklub ROW                                                                                                  | 7                                       | 4                                       | 5                                       | 4                                       | 3                                       | –                                       | 23                                      |
| 4                                       | Aeroklub Poznański                                                                                            | 6                                       | 3                                       | 5                                       | 3                                       | 5                                       | –                                       | 22                                      |
| 5                                       | Aeroklub Ziemi Lubuskiej                                                                                      | 2                                       | 0                                       | 1                                       | 0                                       | 1                                       | –                                       | 4                                       |